# NGC 5757
NGC 5757 (другие обозначения — ESO 580-33, MCG -3-38-14, IRAS14449-1852, PGC 52839) — спиральная галактика с перемычкой (SBb) в созвездии Весы.
Этот объект входит в число перечисленных в оригинальной редакции «Нового общего каталога».